# Woman Walks Ahead
Pour plus de détails, voir Fiche technique et Distribution.
Woman Walks Ahead est un film dramatique et historique américain réalisé par Susanna White, présenté au festival international du film de Toronto 2017 et sorti en salles en 2018. Le film est inédit en France.

## Synopsis
Dans les années 1890, Caroline Weldon, peintre américaine, se rend dans le territoire du Dakota pour faire le portrait de Sitting Bull.

## Fiche technique
Sauf indication contraire, les informations mentionnées dans cette section peuvent être confirmées par la base de données cinématographiques IMDb,  présente dans la section « Liens externes ».
- Titre original : Woman Walks Ahead
- Réalisation : Susanna White
- Scénario : Steven Knight
- Décors : Geoffrey Kirkland
- Costumes : Stephanie Collie
- Photographie : Mike Eley
- Montage : Lucia Zucchetti
- Musique : George Fenton
- Production : Andrea Calderwood, Marshall Herskovitz, Erika Olde, Richard Solomon et Edward Zwick
- Sociétés de production : Black Bicycle Entertainment, Bedford Falls Productions et Potboiler Productions
- Société de distribution : A24 (États-Unis)
- Budget : 5 millions $[1]
- Pays d’origine :  États-Unis
- Langues originales : anglais et lakota
- Format : couleur
- Genre : drame historique
- Durée : 101 minutes
- Dates de sortie[2] :
  - Canada : 10 septembre 2017 (festival international du film de Toronto 2017)
  - États-Unis : 29 juin 2018 (sortie limitée)

## Distribution
- Jessica Chastain : Caroline Weldon
- Michael Greyeyes : Sitting Bull
- Sam Rockwell : colonel Silas Grove
- Ciarán Hinds : commandant officier
- Michael Nouri : Karl Valentine
- Chaske Spencer : un homme de loi local
- Bill Camp : général Cook

## Sortie et accueil

### Box-office
| Pays ou région | Box-office | Date d'arrêt du box-office | Nombre de semaines |
| -------------- | ---------- | -------------------------- | ------------------ |
| États-Unis     | 57 528 $   | 9 août 2018                | 6                  |
| Mondial        | 80 912 $   |                            |                    |

Distribué dans six salles sur le territoire américain, dont deux lors de sa première semaine en salles, le long-métrage a engrangé 57 528 $ durant les six semaines où il est resté à l'affiche. Sorti en Allemagne une semaine après les États-Unis, le film connaît une audience limitée avec 17 755 entrées depuis sa sortie. Au Portugal, le film totalise 19 203 $.

### Réception critique
Sur le site Rotten Tomatoes, le film détient un taux d'approbation de 52 % basé sur 33 critiques collectées et une note moyenne de 6/10. Sur le site Metacritic, qui attribue une note normalisée aux critiques, le film a un score moyen pondéré de 51 sur 100, basé sur 19 critiques, indiquant des « critiques mixtes ou moyennes ».
Malgré ces critiques mitigées, Michael Greyeyes est acclamé par la critique pour son interprétation de Sitting Bull,,,. La critique de The New York Times Jeannette Catsoulis a appelé sa performance « un miracle d'intelligence et de dignité ». La collaboratrice du site RogerEbert.com Susan Wloszczyna qualifie la prestation de l'acteur comme « la plus subtile, la plus émouvante et la plus crédible ». Le Los Angeles Times et The Village Voice ont décrit sa présence comme captivante comme « l'esprit ironique et la gravité tranquille » tandis que ce dernier a décrit sa performance comme « remuant ».
Sur le site IMDb, le film obtient une note de 6,4/10 de la part du public.